# Evansula arenicola
Evansula arenicola är en kräftdjursart som beskrevs av Nicholls 1939. Evansula arenicola ingår i släktet Evansula och familjen Canthocamptidae. Inga underarter finns listade i Catalogue of Life.